# Chersotis marginata
Chersotis marginata är en fjärilsart som beskrevs av Löberbauer 1951. Chersotis marginata ingår i släktet Chersotis och familjen nattflyn. Inga underarter finns listade i Catalogue of Life.